# 笑福亭仁幹
笑福亭 仁幹（しょうふくてい にかん、1955年6月3日 - ）は大阪市出身の落語家。本名は西河 保。

## 来歴・人物
大阪府立茨木工業高等学校卒業（現在の大阪府立茨木工科高等学校）、鉄工所、造船所などの仕事を経験したのちに1977年4月に笑福亭仁鶴に入門。所属事務所はよしもとクリエイティブ・エージェンシー。上方落語協会会員。
かつては結婚式の司会の余興などをしていた。現在は落語家ではあるものの高座にはほとんど上がっておらず、なんばグランド花月（NGK）の正面で、「吉本キャラクター人形焼カステラ本店」を経営。また、横山やすし・西川きよしや坂田利夫などを起用した「よしもとギャグキーホルダー(1998年)」や「吉本キャラクターゴルフボール(1999年)」などの吉本グッズ、長嶋茂雄や松井秀喜など読売巨人軍の選手グッズである「巨人軍ボイスキーホルダー(2000年)」の考案者である。朝日放送ラジオのポップ対歌謡曲のリポーターを務めた。
芸名は落語界の大輪の幹になってほしいという意味合いで仁鶴が命名した。